# وای ایوا وو (آریزونا)
وای ایوا وو (به انگلیسی: Vaiva Vo) یک منطقهٔ مسکونی در ایالات متحده آمریکا است که در شهرستان پاینال، آریزونا واقع شده‌است. وای ایوا وو ۱٫۱۹ کیلومتر مربع مساحت و ۵۵۸ نفر جمعیت دارد.